# Cuil
Cuil (произнася се „кул“, произхожда от келтската дума за „знание“) е онлайн-търсачка, стартирала действие на 27 юли 2008 г. Създатели са Том Костело и Ана Патерсън, работила за Google преди да участва в разработката на Cuil. Cuil е контекстуална търсачка, която се стреми да анализира съдържанието на сайта, но не прилага семантично търсене.

Търсачката не пази архив с търсенията на потребителите си. При стартирането на Cuil търсачката е индексирала 120 милиарда Интернет-страници в базата си данни, в която се търсят резултатите от търсенето.
На 23 септември 2010 г. търсачката прекратява работата си.